# Helena Lucas
Helena Lucas (nascida em 29 de abril de 1975) é uma velejadora paralímpica britânica. Foi aos Jogos Paralímpicos de Verão de 2016, onde conquistou a medalha de bronze, na classe 2.4mR. Também disputou os Jogos Paralímpicos de Londres 2012, onde obteve o ouro.